# أنجلينكا براند
أنجلينكا براند (بالألمانية: Angelika Brand)‏ هي مجدفة ألمانية، ولدت في 13 فبراير 1976.

## وصلات خارجية
- أنجلينكا براند على موقع الاتحاد الدولي للتجديف (الإنجليزية)